# Ginhac (Òlt)
Ginhac (en francès Gignac) és un municipi francès situat al departament de l'Òlt i a la regió d'Occitània.

## Demografia
| 1962                                       | 1968 | 1975 | 1982 | 1990 | 1999 | 2007 |
| ------------------------------------------ | ---- | ---- | ---- | ---- | ---- | ---- |
| 499                                        | 566  | 527  | 522  | 517  | 562  | 617  |
| Des de 1962: població sense dobles comptes |      |      |      |      |      |      |

## Batlles
- Marcel Labroue, 2001-